# Palais Nikaïa
Palais Nikaïa – wielofunkcyjna hala widowiskowo-sportowa w Nicei, otwarta w 2001 roku. W obiekcie odbywają się imprezy sportowe, spektakle komediowe i koncerty.

## Budowa i funkcjonowanie
Nazwa Nikaïa wywodzi się od starożytnej greckiej kolonii, poprzedniczki dzisiejszej Nicei. Palais Nikaïa został zaprojektowany przez braci André i Serge Grésy, którzy wcześniej brali udział w planach Zénith de Toulouse, razem z architektem Louisem Chevalierem. Kompleks Palais Nikaïa, zaprojektowany w kształcie dużej bryły zbudowanej z sześciu żelbetowych wież, zajmuje obszar ponad 9 tys. m². Fasada zachodnia obiektu to ściana osłonowa, którą można otworzyć, by złączyć obiekt ze Stade Charles-Ehrmann. Fasada wschodnia jest w dużej mierze przeszklona. W zwyczajowej konfiguracji, ilość widzów obecnych w hali elastyczna i składa się z pomiędzy 1500 a 6250 miejsc trybunowych, a wraz z miejscami siedzącymi może pomieścić do 9000 osób, co sprawia, że jest to największa hala tego typu w regionie Prowansja-Alpy-Lazurowe Wybrzeże. W konfiguracji plenerowej, czyli otwartej na sąsiedni stadion, może pomieścić 27 000 widzów na miejscach siedzących i do 52 000 na stojących. Taka konfiguracja, zwana Nikaïa Estival, umożliwia organizację dużych koncertów. Hala została zainaugurowana 4 kwietnia 2001 roku w obecności Alberta II, księcia Monako i Eltona Johna. Ten drugi dał wtedy pierwszy koncert w obiekcie.
Przylegający do głównego pomieszczenia obiekt Nikaïa Live, o znacznie skromniejszych rozmiarach, ma powierzchnię 350 m². Poświęcony jest głównie twórczości kulturalnej i muzyce współczesnej. Ma 320 miejsc siedzących i 500 miejsc stojących, a oprócz koncertów umożliwia także organizację wystaw i może służyć jako przestrzeń przeznaczonych dla działań public relations. Po śmierci Johnny'ego Hallydaya w grudniu 2017 roku, burmistrz Nicei Christian Estrosi zaproponował zmianę nazwy miejsca na cześć artysty. Ostatecznie rada miejska zdecydowała, że tylko dziedziniec sali widowiskowej zostanie przemianowany na jego cześć.

## Właściciel
Palais Nikaïa jest własnością miasta Nicei, które powierzyło zarządzanie nim prywatnej spółce w ramach przekazania obowiązku użyteczności publicznej w formie ośmioletniej koncesji. W latach 2001–2009 pałacem zarządzali Gilbert Coullier i Denis Thominet za pośrednictwem Société d'animation du Palais Nikaïa. W czerwcu 2009 gmina wybrała na swojego nowego przedstawiciela grupę Vega, powiązaną z francuską spółką zależną grupy Live Nation Entertainment, w strukturze operacyjnej o nazwie Société d'exploitation du Palais Nikaia, której 70% udziałów należy do Vega.

## Wydarzenia
W Palais Nikaïa odbyły się koncerty następujących frankofońskich gwiazd: Alizée, Birdy Nam Nam, Céline Dion, Charles Aznavour, Chimène Badi, Christophe Mae, Garou, Indochine, Jean-Jacques Goldman, Jenifer Bartoli, Joey Starr, Kyo, Le Roi Soleil, Lorie, Michel Sardou, Mylène Farmer, Patrick Bruel, Vanessa Paradis, Zazie, Laurent Gerra, Pascal Obispo, Roméo et Juliette, czy Sinclair; jak i międzynarodowych gwiazd, takich jak: 50 Cent, Akon, Alanis Morissette, Ben Harper, Beyoncé, Coldplay, Daddy Yankee, David Bowie, Depeche Mode, Enrique Iglesias, Garbage, Jamiroquai, Lady Gaga, Madonna, Mika, Muse, Prince, P!nk, Shakira, Snoop Dogg, The Bloody Beetroots, The Cranberries, Tokio Hotel, czy Red Hot Chili Peppers. Ponadto 5 grudnia 2009 odbyły się tu wybory na Miss Francji roku 2010. W 2013 roku w obiekcie odbyły się igrzyska frankofońskie: dyscypliny uprawiane w tym obiekcie to judo i zapasy w stylu dowolnym. 
26 listopada 2023 w Arenie Wewnętrznej odbył się 21. Konkurs Piosenki Eurowizji Junior.